# Пайн-Нот (Кентуккі)
Пайн-Нот (англ. Pine Knot) — переписна місцевість (CDP) в США, в окрузі Маккрірі штату Кентуккі. Населення — 1380 осіб (2020).

## Географія
Пайн-Нот розташований за координатами 36°39′56″ пн. ш. 84°26′23″ зх. д. / 36.66556° пн. ш. 84.43972° зх. д. (36.665597, -84.439748).  За даними Бюро перепису населення США в 2010 році переписна місцевість мала площу 16,74 км², з яких 16,58 км² — суходіл та 0,16 км² — водойми.

## Демографія
Згідно з переписом 2010 року, у переписній місцевості мешкала 1621 особа в 555 домогосподарствах у складі 375 родин. Густота населення становила 97 осіб/км².  Було 628 помешкань (38/км²).
Расовий склад населення:
| - 91,5 % — білих - 5,2 % — чорних або афроамериканців - 0,7 % — корінних американців - 0,2 % — азіатів |

До двох чи більше рас належало 1,8 %. Частка іспаномовних становила 1,4 % від усіх жителів.
За віковим діапазоном населення розподілялося таким чином: 21,7 % — особи молодші 18 років, 62,9 % — особи у віці 18—64 років, 15,4 % — особи у віці 65 років та старші. Медіана віку мешканця становила 34,6 року. На 100 осіб жіночої статі у переписній місцевості припадало 105,7 чоловіків;  на 100 жінок у віці від 18 років та старших — 102,6 чоловіків також старших 18 років.
Середній дохід на одне домашнє господарство  становив 24 782 долари США (медіана — 19 132), а середній дохід на одну сім'ю — 29 635 доларів (медіана — 21 667). За межею бідності перебувало 44,2 % осіб, у тому числі 37,6 % дітей у віці до 18 років та 61,4 % осіб у віці 65 років та старших.
Цивільне працевлаштоване населення становило 453 особи. Основні галузі зайнятості: роздрібна торгівля — 23,0 %, освіта, охорона здоров'я та соціальна допомога — 21,2 %, виробництво — 17,0 %.